# 吴金珠
吴金珠（1988年2月20日—），中国篮球运动员。曾获得2013年WCBA总决赛最有价值球员。